# Helene Kindberg
Helene Kindberg Hansen (* 13. Januar 1998 in Stockholm, Schweden) ist eine dänische Handballspielerin.

## Karriere

### Im Verein
Helene Kindberg begann ihre Karriere bei FC Midtjylland Håndbold, mit welchem sie in der Saison 2017/18 auch in der EHF Champions League antrat und das Viertelfinale erreichte. 2018 wechselte sie zu Silkeborg-Voel KFUM. In der Saison 2019/20 wurde sie auf ihrer Position in das Team der Saison gewählt. Ab 2023 stand sie im Kader von København Håndbold unter Vertrag. Im Sommer 2025 wechselte sie zum dänischen Erstligisten Team Esbjerg.

### In der Nationalmannschaft
Mit der dänischen Juniorinnen-Nationalmannschaft nahm sie an der U-20 Weltmeisterschaft 2018 teil und belegte dort den 6. Platz.
2020 wurde sie erstmals für die A-Nationalmannschaft nominiert, zog sich aber kurz darauf einen Kreuzbandriss zu. Ihr Debüt gab sie am 7. April 2024 in einem Testspiel gegen Japan, bei welchem sie drei Tore erzielte. Sie stand im Kader für die Europameisterschaft 2024 und gewann mit dem Team die Silber-Medaille.